# Justizvollzugsanstalt Vechta

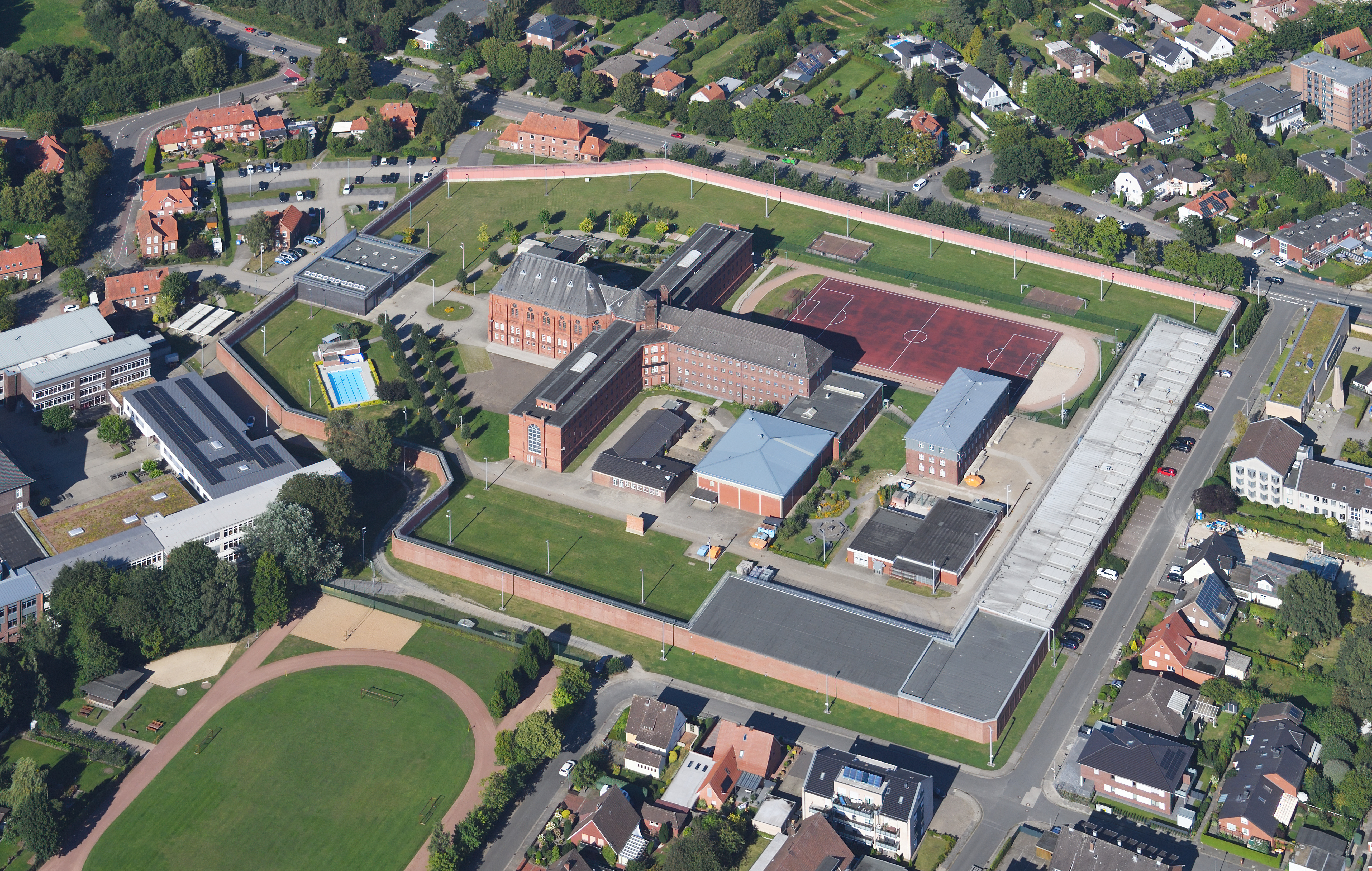
Die Justizvollzugsanstalt Vechta aus der Luft gesehen

Die Justizvollzugsanstalt Vechta ist eine Justizvollzugsanstalt des Landes Niedersachsen. Sie wurde in den Jahren 1902/03 an der Willohstraße in Vechta als allgemeines Männergefängnis errichtet. Inzwischen sind hier schwerpunktmäßig männliche Straftäter untergebracht, die das 24. Lebensjahr noch nicht vollendet haben. An den Standorten werden etwa 200 Personen beschäftigt, die für 400 Strafgefangene verantwortlich sind. Schulische und berufliche Bildungsangebote sollen bei der Resozialisierung helfen. Die beruflichen Fortbildungsmöglichkeiten liegen in den Bereichen Bau, Elektro, Metall, Farbe, Kfz und Holz.

## Gliederung
Zur JVA Vechta zählen folgende Organisationseinheiten:
- Hauptanstalt JVA Vechta
  - geschlossener Jungtätervollzug Vechta
  - Abteilung Sozialtherapie für Jungtäter
  - Abteilung Untersuchungshaft für männliche Gefangene
  - Hauptverwaltung
- Abteilung offener Jungtätervollzug Delmenhorst